# کاگانوی شیگه‌موچی
کاگانوی شیگه‌موچی (انگلیسی: 加賀井 重望، Kaganoi Shigemochi; ۱ ژانویهٔ ۱۵۶۱ – ۲۷ اوت ۱۶۰۰) سامورایی اهل ژاپن بود. در دوره آزوچی-مومویاما بود که به خاندان اودا خدمت می‌کرد. در طول نبرد کوماکی و ناگاکوته، شیگه‌موچی زیر نظر پدرش شیگه‌مونه که به نیروهای اودا نوبوکاتسو وابسته بود، جنگید. اندکی پس از آن، «قلعه کاگانوی» توسط نیروهای تویوتومی هیده‌یوشی محاصره شد. شیگه‌مونه تسلیم شد و شیگه‌موچی توسط هیده‌یوشی به عنوان یک پیام رسان استخدام شد و ۱۰۰۰۰ کوکو حقوق دریافت کرد.
در سال ۱۶۰۰، ۲۷ اوت، چند روز قبل از نبرد سکیگاهارا، شیگه‌موچی با میزونو تاداشیگه و هوریو یوشی‌هارو در یک مهمانی مشروب‌خوری شرکت کرد. شیگه‌موچی، میزونو تاداشیگه را در حالت خشم مستی کشت و خود نیز بلافاصله توسط یوشیهارو کشته شد. این به نفع توکوگاوا ایه‌یاسو بود، زیرا شیگه‌موچی (که قلمرو او در مسیر راهپیمایی برنامه‌ریزی شده آیه یاسو قرار داشت) به ایشیدا میتسوناری نزدیک بود. با مرگ شیگه‌موچی، خاندان کاگانوی منقرض شد.